# KAT-TUN LIVE TOUR 2008 QUEEN OF PIRATES
『KAT-TUN LIVE TOUR 2008 QUEEN OF PIRATES』（カトゥーン ライブ ツアー 2008 クイーン オブ パイレーツ）は、日本の男性アイドルグループ、KAT-TUNの6枚目のDVD。

## 概要
2008年夏、約50万人を動員した全国ツアー千秋楽の8月5日、東京ドームにて収録。日本人初となる4日連続東京ドーム公演は話題になった。ステージには山下智久が飛び入りし、MCに参加する模様も収録されている。
- 初回生産分には「Collective Cards(6pieces)」が封入されている。
- 「愛のコマンド」と「SIX SENSES」のみマルチアングル収録

## 収録内容

### DISC1
1. Overture
2. T∀BOO
3. Keep the faith
4. GOLD
5. Jumpin' up
6. ノーマター・マター
7. DON'T U EVER STOP
8. 12 o'clock
9. PARASITE - 田中聖
10. w/o notice?? - 亀梨和也
11. 夏の場所 - 田口淳之介
12. TEN-"G" - TEN-G
13. 愛のコマンド
14. LIPS
15. WILDS OF MY HEART

### DISC2
1. MOTHER/FATHER
2. SIX SENSES
3. HELL, NO
4. SMACK - 中丸雄一
5. 愛の華 - 上田竜也
6. LOVEJUICE - 赤西仁
7. 僕らの街で
8. SIGNAL
9. SHE SAID...
10. 喜びの歌
11. Crazy Love
12. Real Face
13. 「un-」
14. Peacefuldays
15. OUR STORY ～プロローグ～
16. ハルカナ約束